# Sigurd Markusfostre
Sigurd Markusfostre, bijnaam van Sigurd Sigurdsson, (? - 1163) was een Birkebeiner troonpretendent en tegenkoning (1162-1163) in Noorwegen.
Sigurd was een buitenechtelijke zoon van koning Sigurd Munn en een halfbroer van koning Haakon II.
Hij was een van de (tegen)koningen tijdens de periode van burgeroorlogen in de Noorse geschiedenis die duurden van 1130 tot 1217. Tijdens deze periode waren er talloze elkaar overlappende conflicten op variërende schaal en intensiteit. De achtergrond van deze conflicten was de onduidelijke Noorse wet die de troonopvolging regelde, de sociale omstandigheden in die tijd en de strijd tussen kerk en  koning. Er waren twee hoofdstromingen die (eerst nog naamloos of onder andere namen bekendstonden) als de Bagli-partij (de groepering die voornamelijk het bisdom Oslo en de adel rond het Oslofjord vertegenwoordigde) en de  Birkebeiner-partij (de groepering die voornamelijk de boerenstand en landmannen vertegenwoordigde) bekend zouden worden. Hun voorman was meestal een troonpretendent van de partij in kwestie om zo op deze wijze te proberen de macht in Noorwegen te verkrijgen. Sigurd Markusfostre hoorde tot de groep waaruit later de Birkebeiner-partij zou ontstaan. De Birkebeiners zou uiteindelijk in 1217 de machtsstrijd winnen toen hun kandidaat Haakon IV alleenheerser zou worden in Noorwegen.
Haakon II werd in 1162 vermoord door de jarl Erling Skakke de leider van de Bagli-partij en de vader van Magnus V van Noorwegen. De medestanders van Haakon kozen daarop zijn zoon Sigurd Sigurdsson als hun koning, maar Sigurd slaagde er niet in om heel Noorwegen erkend te worden.
Sigurd was een pleegzoon van Markus van Skog uit Ringsaker, wat ook zijn bijnaam verklaard (Markusfostre betekent Markus'pleegkind). In 1163 werden Sigurd en zijn pleegvader in Bergen gevangengenomen en vermoord door de aanhangers van Erling Skakke en zijn zoon Magnus Erlingsson.
Øystein Møyla, een zoon van koning Øystein II van Noorwegen, zou als zijn opvolger worden gekozen als koning van de Birkebeiner-partij.